# Клек (Прозор-Рама)
Клек је насељено мјесто у општини Прозор-Рама, Босна и Херцеговина.

## Становништво
|         | 2013.       | 1991.         | 1981.         | 1971.         |
| Укупно  | 80 (100,0%) | 207 (100,0%)  | 260 (100,0%)  | 277 (100,0%)  |
| Бошњаци | 80 (100,0%) | 206 (99,52%)1 | 258 (99,23%)1 | 277 (100,0%)1 |
| Остали  | –           | 1 (0,483%)    | 1 (0,385%)    | –             |
| Хрвати  | –           | –             | 1 (0,385%)    | –             |

1. 1 На пописима од 1971. до 1991. Бошњаци су пописивани углавном као Муслимани.